# Cocrou
Cocrou est un hameau de Grez-Doiceau, une commune francophone de Belgique, située en Région wallonne dans la province du Brabant wallon.  
Avant la fusion des communes de 1977, Cocrou dépendait de l'ancienne commune de Biez, elle-même ayant fusionné avec Grez-Doiceau.

## Histoire
Cocrou s'est constitué, au fil du temps, autour de la Chapelle Saint-Sébastien,.